# Peter Hall (urbanista)
Peter Hall (Manchester, 1932. március 19. – London, 2014. július 30.) angol urbanista.

## Életpályája
Sir Peter Hall brit urbanista, a településtervezés és városrehabilitáció professzora a University College London nevű főiskolán. A Town and Country Planning Association elnöke. 1991 és 1994 között a brit kormány stratégiai tervezési speciális tanácsadója, majd 1998–1999-ben a Miniszterelnök-helyettes Irodájának Városépítészeti részlegének munkatársa volt.
Hall egyik fő műve a Cities in Civilisation, melyben az emberiség aranykorai, mint például az i.e. 5. századi görögök vagy az Erzsébet-korabeli  Anglia a városiasodás (Athén és London) terjedésének eredményei voltak, melyeket központi várostervezés előzött meg.
2003-ban megkapta a Royal Town Planning Institute aranyérmét, 2008-ban pedig Mahmúd Juszri Hasszánnal megosztva az UIA Abercrombie-díját.

## Művei
- The World Cities, London, World University Library, Weidenfeld & Nicolson, 1966, 1977, 1983 (angolul)
- Cities of Tomorrow: An Intellectual History of Urban Planning and Design in the Twentieth Century, Oxford, Blackwell Publishing, 1988, 1996, 2002 (angolul)
- Cities in Civilization: Culture, Technology, and Urban Order, London, Weidenfeld & Nicolson, 1998; New York, Pantheon Books, 1998 (angolul)